# 룩 (미국의 잡지)
룩(영어: Look)은  1937년부터 1971년까지 아이오와주 디모인에서 격주로 발행되는 일반 관심 잡지로, 뉴욕에 편집국을 두고 있었다. 인간의 관심사와 라이프스타일 기사 외에도 사진과 포토저널리즘에 중점을 두었다. 11인치×14인치(280mm×360mm)의 대형 잡지인 이 잡지는 3개월 전에 발행을 시작하여 1972년 룩이 문을 닫은 지 14개월 만에 종영한 시장 선두주자 라이프의 직접적인 경쟁자였다.